# Agapetus agtuuganonis
Agapetus agtuuganonis är en nattsländeart som beskrevs av Wolfram Mey 1997. Agapetus agtuuganonis ingår i släktet Agapetus och familjen stenhusnattsländor. Inga underarter finns listade i Catalogue of Life.